# Fati Mariko
Fatimata Gandigui Mariko, được biết đến với cái tên Fati Mariko (sinh năm 1964), là một ca sĩ người Niger.
Mariko được giáo dục ở Niamey và Bougouni và phát triển kỹ năng đánh máy trước khi trở thành nhạc sĩ. Bài hát hit "Djana-Djana" của cô, được sản xuất cùng nhóm Marhaba và phát hành năm 1986, mang lại cho cô danh tiếng đầu tiên. Mariko đã duy trì sự nghiệp của mình như một ca sĩ hit trong hơn ba thập kỷ, đôi khi hợp tác với các ngôi sao nam và các nhóm hip-hop trong các sản phẩm của cô. Âm nhạc của cô chủ yếu bắt nguồn từ Zarma - nghi lễ Songhay và âm nhạc dân gian. Cô hát bằng tiếng Pháp và bằng nhiều ngôn ngữ bản địa khác nhau của Nigeria, bao gồm tiếng Hausa, Djerma và Fula. Album của cô bao gồm Issa Haro và Inch Allah.